# Balebandung Jaya
Balebandung Jaya is een bestuurslaag in het regentschap Subang van de provincie West-Java, Indonesië. Balebandung Jaya telt 2434 inwoners (volkstelling 2010).